# بالوواپتان
بالوواپتان (انگلیسی: Balovaptan) یک آنتاگونیست مولکول کوچک انتخابی گیرنده وازوپرسین V1A است که برای درمان اوتیسم در دست توسعه است.